# Campeonato Baiano Segunda Divisão 2018
In 2018 werd het 49ste Campeonato Baiano Segunda Divisão gespeeld voor voetbalclubs uit de Braziliaanse staat Bahia. De competitie werd gespeeld van 10 maart tot 26 meien werd georganiseerd door de FBF. Atlético Alagoinhas werd kampioen. 

## Eerste fase
| Plaats | Club                | Wed. | W | G | V | Saldo | Ptn. |
| ------ | ------------------- | ---- | - | - | - | ----- | ---- |
| 1.     | Atlético Alagoinhas | 10   | 5 | 3 | 2 | 17:7  | 18   |
| 2.     | PFC Cajazeiras      | 10   | 5 | 3 | 2 | 15:9  | 18   |
| 3.     | Colo Colo           | 10   | 5 | 2 | 3 | 14:8  | 17   |
| 4.     | Conquista           | 9    | 3 | 3 | 3 | 12:15 | 12   |
| 5.     | Teixeira de Freitas | 9    | 3 | 2 | 4 | 10:10 | 11   |
| 6.     | Galícia             | 10   | 1 | 1 | 8 | 8:27  | 4    |

|  | Gekwalificeerd voor finale |

## Finale
In geval van gelijkspel werd Atlético Alagoinhas kampioen door een beter doelsaldo in de eerste fase.
Heen
|              |                |       |                     |                                             |
| 19 mei 16:00 | PFC Cajazeiras | 0 – 0 | Atlético Alagoinhas | Estádio Pituaçu, Salvador Toeschouwers: 660 |
| 19 mei 16:00 |                |       |                     | Estádio Pituaçu, Salvador Toeschouwers: 660 |

Terug
|              |                     |       |                |                                                          |
| 26 mei 10:00 | Atlético Alagoinhas | 1 – 1 | PFC Cajazeiras | Estádio Antônio Carneiro, Alagoinhas Toeschouwers: 7.781 |
| 26 mei 10:00 | Hércules 32'        |       | 32' William    | Estádio Antônio Carneiro, Alagoinhas Toeschouwers: 7.781 |

## Kampioen
| Campeonato Baiano de 2018 - Segunda Divisão |
| ------------------------------------------- |
| ATLÉTICO ALAGOINHAS 1º Titel                |